# Issus coleoptratus
Issus coleoptratus är en insektsart som först beskrevs av Fabricius 1781.  Issus coleoptratus ingår i släktet Issus och familjen sköldstritar. Inga underarter finns listade i Catalogue of Life.

## Bildgalleri

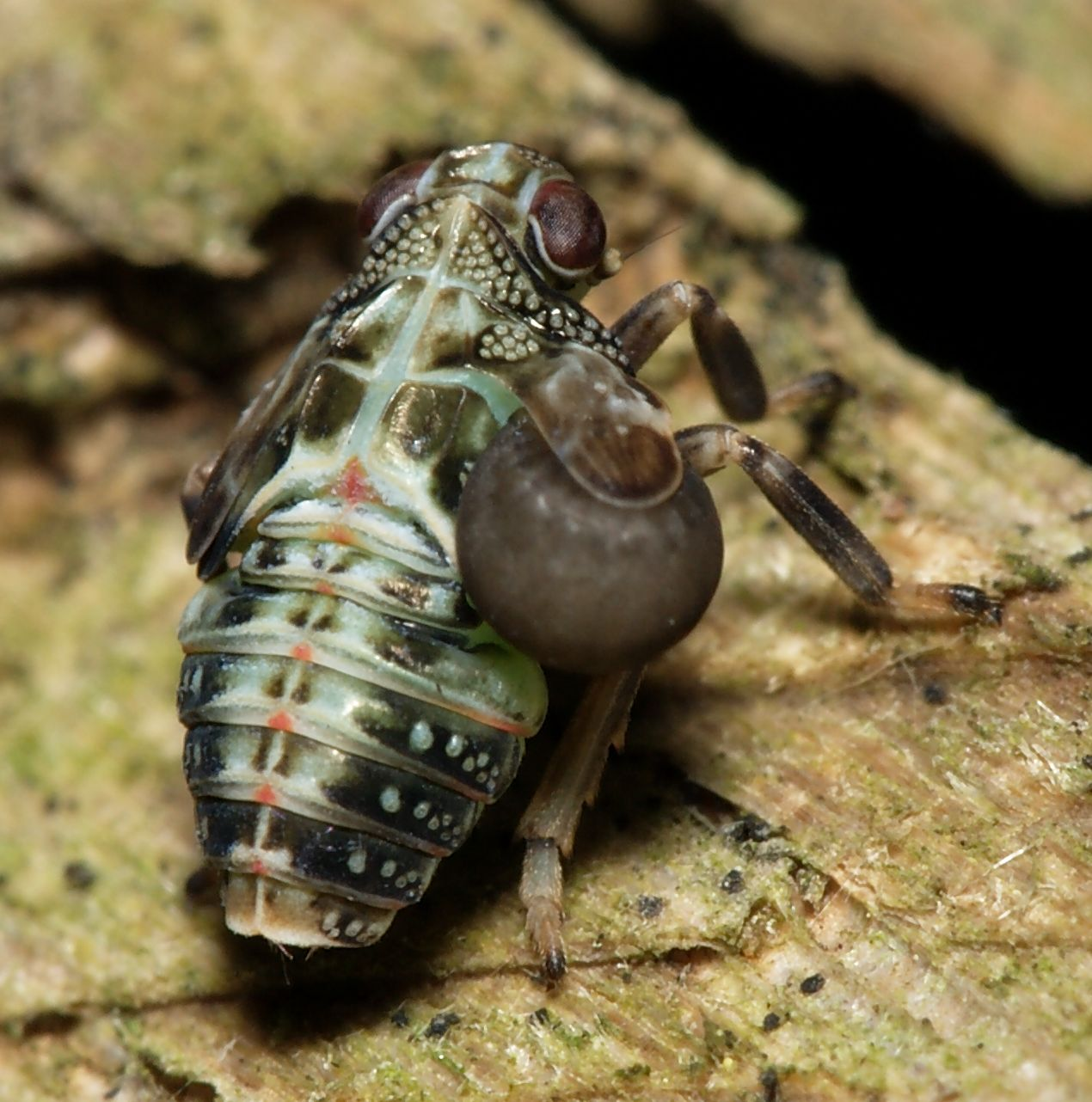
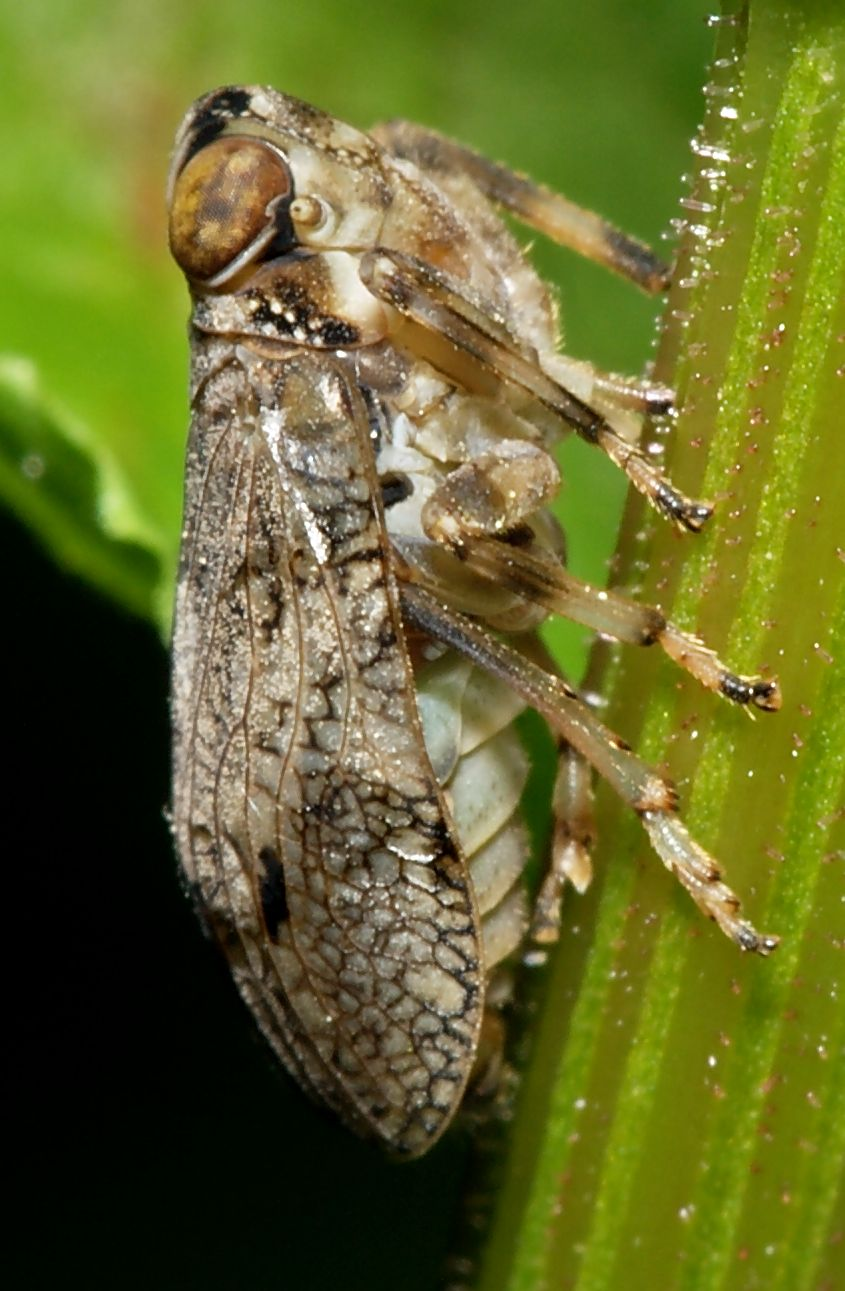
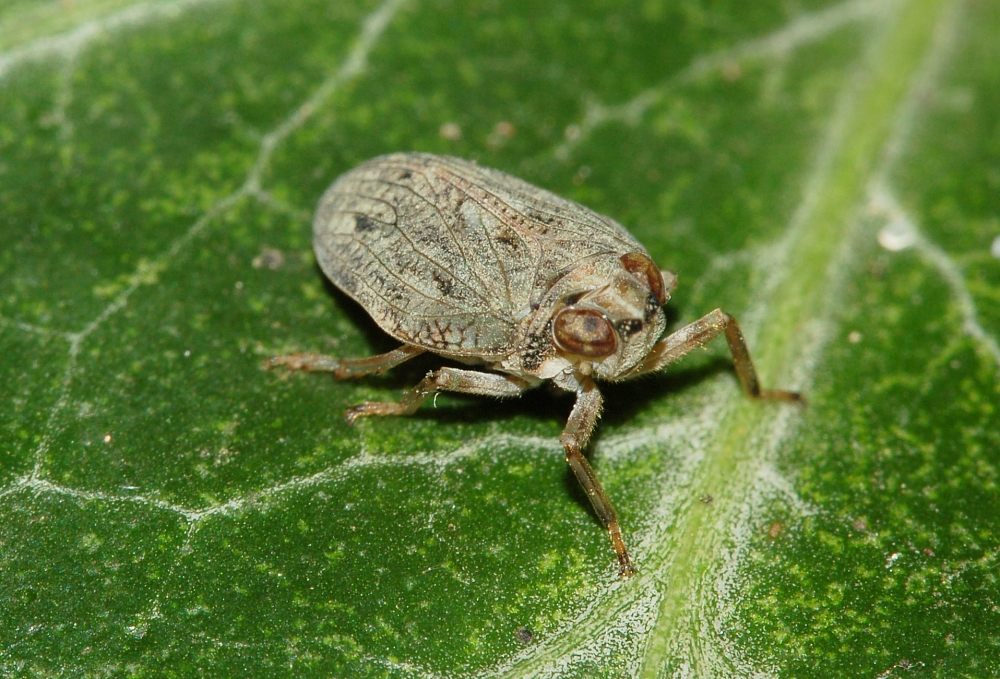
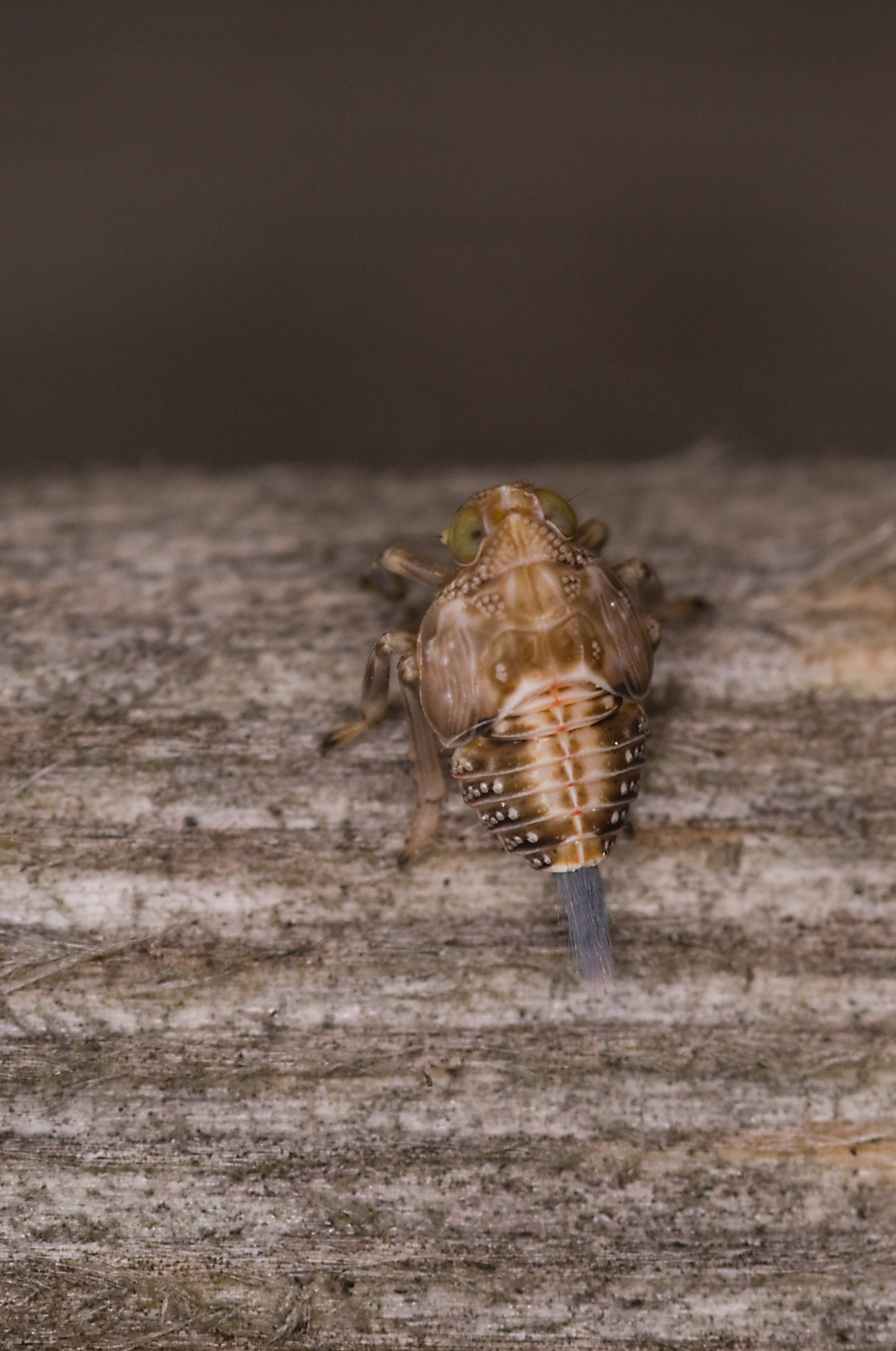
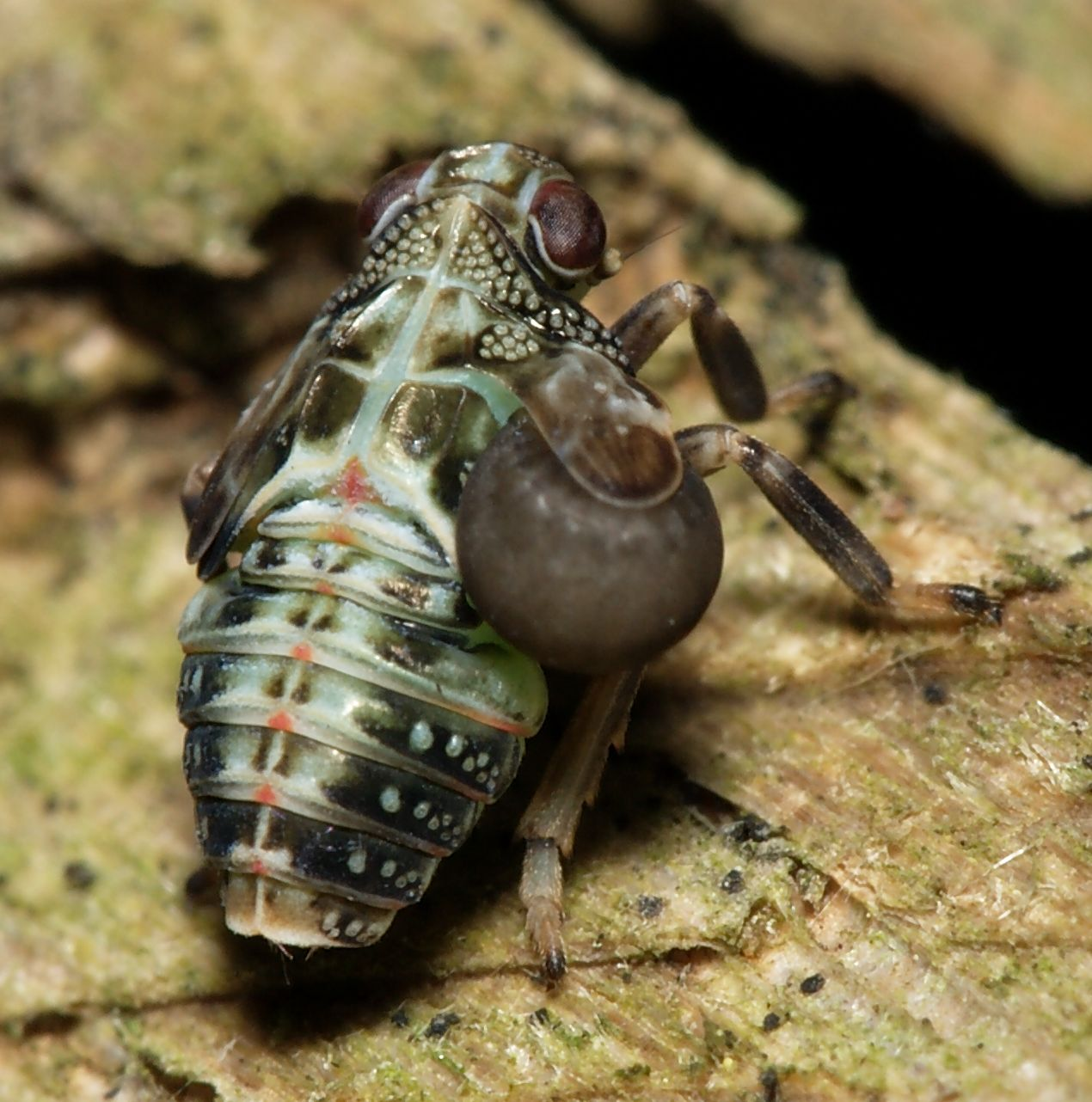
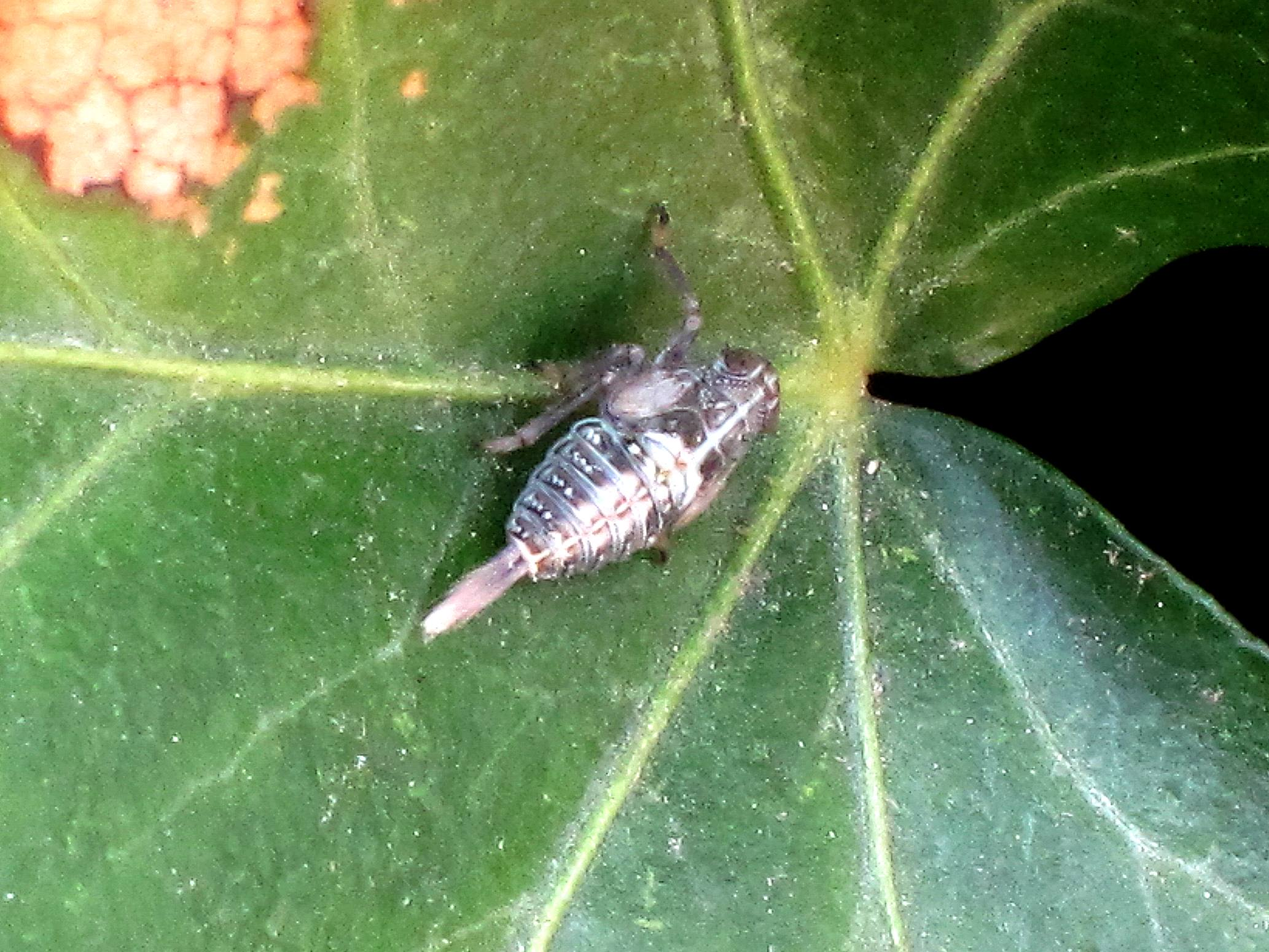